# Comté de Buchanan (Virginie)
Pour les articles homonymes, voir Buchanan et Comté de Buchanan.
Le comté de Buchanan est un comté de Virginie, aux États-Unis. Il est situé sur la frontière avec la Virginie Occidentale dans la région des Appalaches. Son siège est Grundy
Le comté a été fondé en 1858 à partir d'une partie des comtés de Russell et Tazewell et nommé en l'honneur de l'ancien président des États-Unis James Buchanan. Par la suite une partie du comté a été distraite pour former le comté de Dickenson. 
Selon le recensement de 2010, la population du comté était 24 098 habitants, population en baisse depuis trois décennies.

## Géolocalisation
| Comté de Pike (Kentucky) | Comté de Mingo, (Virginie Occidentale) |                                          |
|                          | Comté de Buchanan                      | Comté de McDowell (Virginie-Occidentale) |
| Comté de Dickenson       | Comté de Russell                       | Comté de Tazewell                        |